# Pöhl
Pöhl là một đô thị thuộc huyện Vogtland, bang Sachsen, Đức. Đô thị Pöhl có diện tích 36,59 km², dân số thời điểm ngày 31 tháng 12 năm 2006 là 2882 người.